# U.S. Men's Clay Court Championships 1995
L'U.S. Men's Clay Court Championships 1995 è stato un torneo di tennis giocato sulla terra rossa. È stata la 85ª edizione del U.S. Men's Clay Court Championships, che fa parte della categoria ATP World Series nell'ambito dell'ATP Tour 1995. Si è giocato a Pinehurst (Carolina del Nord) negli Stati Uniti dall'8 maggio al 15 maggio 1995.

## Campioni

### Singolare
Thomas Enqvist ha battuto in finale  Javier Frana con il punteggio di 6–3, 3–6, 6–3

### Doppio
Todd Woodbridge /  Mark Woodforde hanno battuto in finale  Alex O'Brien /  Sandon Stolle con il punteggio di 6–2, 6–4